# Ataenius miamii
Ataenius miamii är en skalbaggsart som beskrevs av Cartwright 1934. Ataenius miamii ingår i släktet Ataenius och familjen Aphodiidae. Inga underarter finns listade.